# Републикански път III-7907
Републикански път IIІ-7907 е третокласен път, част от Републиканската пътна мрежа на България, преминаващ изцяло по територията на Бургаска област. Дължината му е 17 km.
Пътят се отклонява наляво при 73,2 km на Републикански път II-79 в южната част на село Дебелт, минава през центъра на селото, слиза в долината на Русокастренска река и се насочва на север през южната част на Бургаската низина. Минава през селата Тръстиково и Полски извор и източно от село Братово се свързва с Републикански път III-7909 при неговия 11 km.
| Пътища, отклоняващи се надясно (населено място, № на пътя, посока на пътя) | km   | Пътища, отклоняващи се наляво (посока на пътя, № на пътя, населено място) |
| -------------------------------------------------------------------------- | ---- | ------------------------------------------------------------------------- |
| Община Средец, II-79, 73,2 km, с. Дебелт ←                                 | 0,0  | ← с. Дебелт, 73,2 km, II-79, Община Средец                                |
| с. Дебелт                                                                  | 1,7  | с. Дебелт                                                                 |
| Община Камено                                                              | 3,2  | Община Камено                                                             |
| (за с. Константиново) общински път, с. Тръстиково ←                        | 5,5  | → с. Тръстиково, общински път (за с. Ливада)                              |
| (за с. Черни връх) общински път, с. Полски извор ←                         | 9    | с. Полски извор                                                           |
| Община Бургас,                                                             | 15,2 | → общински път (за с. Братово), Община Бургас                             |
| (от гр. Бургас) III-7909, 11 km →                                          | 17,0 | → 11 km, III-7909 (до 22,9 km на III-539)                                 |